# Xerohippus occidentalis
Xerohippus occidentalis är en insektsart som beskrevs av Pascual och Helmuth Aguirre 1996. Xerohippus occidentalis ingår i släktet Xerohippus och familjen gräshoppor. Inga underarter finns listade i Catalogue of Life.